# Estry fosforanowe

Ogólna struktura estrów fosforanowych (R^{n} oznacza grupę organiczną lub H)

Estry fosforanowe, estry fosforanoorganiczne, fosforany organiczne, organofosforany – estry kwasu fosforowego lub jego pochodnych i związków organicznych zawierających grupę hydroksylową (na przykład alkoholi, cukrów, nukleozydów). Powszechnie występują w organizmach żywych. Niekiedy zaliczane są do związków fosforoorganicznych, mimo że estry te nie zawierają wiązania węgiel–fosfor, charakterystycznego dla tej grupy związków.
Do estrów fosforanowych zalicza się zwykle także estry innych kwasów fosforu, między innymi tiofosforany (zawierające wiązanie P−S), halogenofosforany (zawierające wiązanie P−X, gdzie X to halogen) i fosfoniany (zawierające wiązanie P−C). Proste fosforany organiczne wykazują często silne własności toksyczne. Szerokie spektrum ważnych biologicznie związków to estry kwasu fosforowego, między innymi DNA, RNA, a także kofaktory.
Estry fosforanowe mają szerokie zastosowanie w przemyśle technicznym (rozpuszczalniki, plastyfikatory, dodatki do paliw płynnych, dodatki do smarów i płynów hydraulicznych) i spożywczym (składniki suplementów diety), rolnictwie (insektycydy, herbicydy i fungicydy) oraz w technice wojskowej (niektóre paralityczno-drgawkowe bojowe środki trujące, w tym tak zwane nowiczoki).
Kwas fosforowy może tworzyć monoestry [O=P(OH)
2(OR)], diestry [O=P(OH)(OR)(OR′)], triestry [O=P(OR)(OR′)(OR″)] oraz – zwykle mało trwałe – pentaestry [P(OR)(OR′)(OR″)(OR‴)(OR⁗)], należące do klasy ortoestrów.
Estry fosforanowe zawierające grupę hydroksylową wykazują właściwości kwasowe i ulegają częściowemu deprotonowaniu w roztworach wodnych. Dla przykładu DNA i RNA są polimerami organicznymi, których reszty fosforanowe można zapisać ogólnym wzorem [PO
2(OR)(OR′)−
]
n. Polifosforany również mogą tworzyć estry, a jednym z ważnych biologicznie przykładów tych związków jest adenozyno-5′-trifosforan, który jest monoestrem kwasu trójfosforowego (H
5P
3O
10).